# Parc d'État d'Alfred B. Maclay Gardens
Le Parc d'État d'Alfred B. Maclay Gardens (anglais : Alfred B. Maclay Gardens State Park) est une réserve naturelle située dans l'État de Floride, au sud-est des États-Unis, dans le comté de Leon. Il s’agit d’un jardin botanique et d’un site historique (Killearn Plantation Archeological and Historic District), dans la capitale Tallahassee. Son adresse est 3540 Thomasville Road. 
Les jardins furent aménagés en 1923 par ses propriétaires Alfred Barmore Maclay (1871-1944) et sa femme Louise Fleischman. Ils furent ouverts au public en 1946 puis confiés au Florida Board of Park Service en 1953. 
Le parc comprend quatre lacs principaux : Lake Hall, Lake Overstreet, Lake Elizabeth et Gum Pond.